# Semiothisa pleres
Semiothisa pleres är en fjärilsart som beskrevs av Louis Beethoven Prout 1925. Semiothisa pleres ingår i släktet Semiothisa och familjen mätare. Inga underarter finns listade i Catalogue of Life.